# Керлинг, Бела фон
Бела фон Керлинг (нем. Béla von Kehrling, венг. Kehrling Béla, 25 января 1891 — 26 апреля 1937) — венгерский спортсмен мирового уровня, участник двух Олимпиад. Занимался теннисом, настольным теннисом, футболом, хоккеем с шайбой и бобслеем.

## Биография
Родился в 1891 году в Сепешсомбате. Активно занимался теннисом, с 1912 по 1932 годы ежегодно выигрывал Чемпионат Венгрии по теннису (за исключением годов Первой мировой войны, когда соревнований не проводилось). В 1912 и 1924 годах в составе сборной Венгрии по теннису участвовал в Олимпийских играх, но наград не завоевал. В 1924 году выиграл Открытый чемпионат Германии по теннису среди мужчин, а в 1925 году занял на нём второе место.
В 1926 году в Лондоне состоялся первый в истории чемпионат мира по настольному теннису. Изначально Бела Керлинг не был членом команды Венгрии, однако когда один из участников получил известие о смерти отца и был вынужден срочно вернуться домой — он вышел на замену, в результате чего стал обладателем серебряной медали в парном разряде, и золотой — в составе команды.
В 1914—1916 годах Бела Керлинг участвовал в составе сборной Венгрии в нескольких футбольных матчах против сборной Австрии, а в 1915—1928 годах — в нескольких хоккейных матчах против Австрии, Германии и Чехословакии.